# Char M-95 Degman
Le M-95 Degman est un prototype croate de char de combat principal, développé dans l'usine Đuro Đaković de Slavonski Brod dans les années 1990/2000. Il est également connu comme le RH-ALAN Degman.

## Développement
La principale amélioration par rapport à son prédécesseur, le M-84 yougoslave développé dans les années 1980, est l'application d'un blindage composite et réactif. Le blindage avant et les jupes latérales sont couvertes afin de donner une protection supplémentaire contre les munitions utilisant une ogive à explosif à charge creuse. Le compartiment à munitions séparé à l'arrière de la tourelle ajoute une protection pour l'équipage si le char est frappé par derrière.
L'imagerie thermique a été améliorée afin de permettre au véhicule d'effectuer des opérations nocturnes, il peut être équipé en option d'un moteur de 1 200 ch, ce qui augmente le ratio puissance-poids à environ 27 ch/t. Il y a également de nombreux petits changements : lutte contre l'incendie, matériel de communication, chargement automatique, etc. Le Degman peut tirer 9 obus par minute.
En 2003, le premier prototype du Degman II a été présenté. En 2006, deux autres prototypes de série commandés par le gouvernement croate avaient été achevés, un modèle du M-95 et un M-84D (un M-84 modifié sur la base des améliorations apportée au Degman et destiné à l'exportation). 
L'armée koweïtienne a confirmé l'intérêt pour la modernisation de ses M-84, ainsi que l'acquisition de 66 nouveaux M-84D. Le gouvernement croate souhaité en 2007 acquérir à terme entre 30 et 40 M-95 pour moderniser son armée mais a abandonné ce projet pour décider en 2013 une modernisation de 48 M-48 d'ici 2020

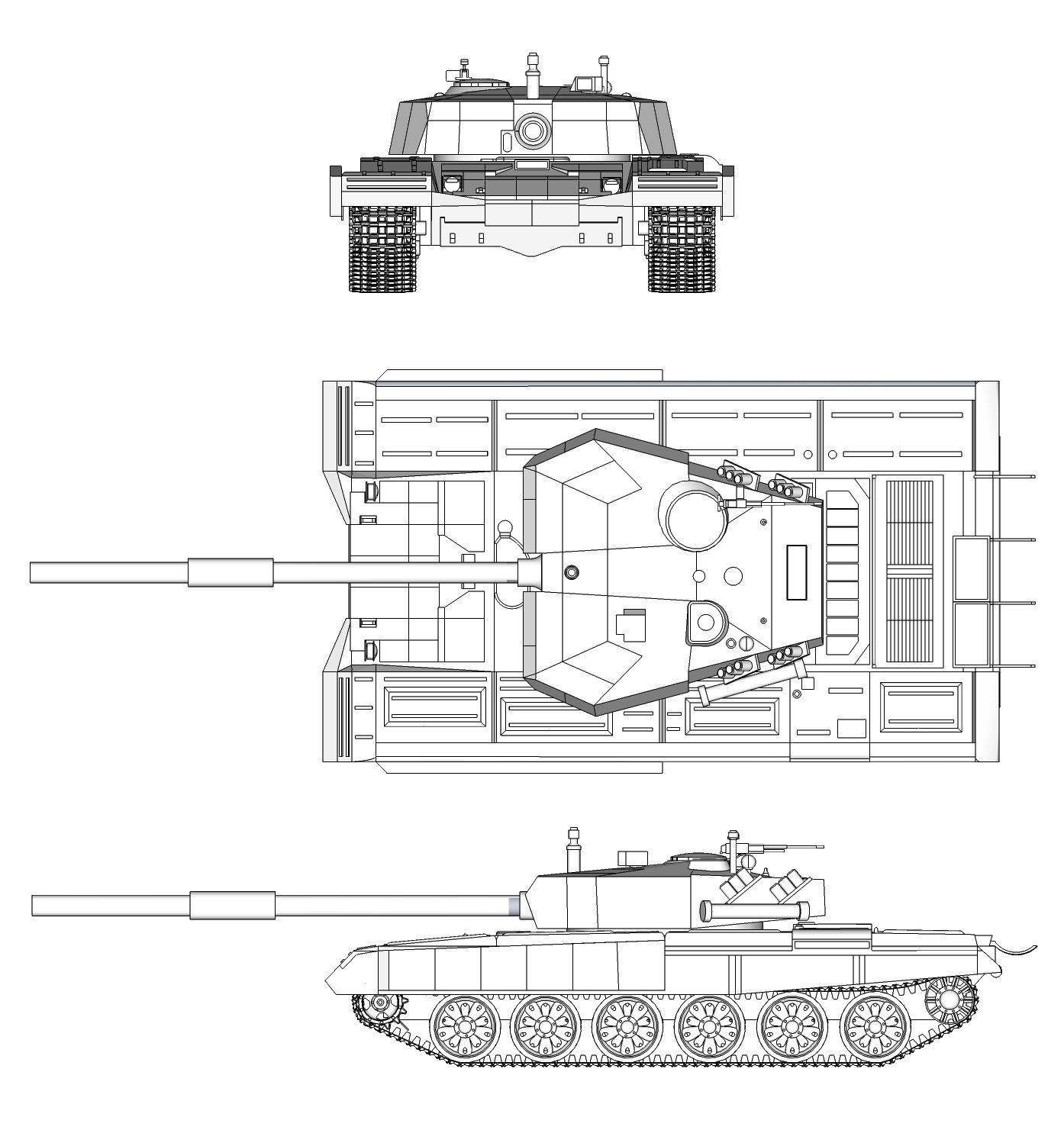
Plan trois vues